# كبة مبرومة
الكبة المبرومة نوع من أنواع الكبة، تصنع من عجينة الكبة (البرغل مع لحم الضأن)، وتحشى اللوز أو الفستق وتشوى بالفرن وسميت كذلك لتشابه شكلها مع المبرومة التي تعتبر إحدى أهم الحلويات الشرقية.